# 中庄 (桃園市)
中庄，是臺灣桃園市大溪區的一個傳統地域名稱，位於該區東北部。相較於今日行政區，其範圍大致與中新里相近。

## 歷史
台灣清治末期至日治初期，中庄地區為一街庄，稱為「中庄」，隸屬於海山堡。該庄西北與大湳庄為鄰，北及東北與橋仔頭庄、二甲九庄為鄰，東南隔大漢溪與鳶山庄、茅埔庄、烏塗窟庄相望，西南邊及西邊為缺仔庄。
1901年（日治明治三十四年）11月，全台設置二十廳，該庄隸屬於桃仔園廳。1903年（明治三十六年），改名桃園廳。1909年（明治四十二年）10月，合併二十廳為十二廳，該庄隸屬不變。1920年（大正九年），廢十二廳改設五州二廳，該庄改制為「中庄」大字，隸屬於新竹州大溪郡大溪街，大字下有「中庄」、「中庄街」、「頂山腳」小字名。
戰後大溪街改制為大溪鎮，隸屬於新竹縣，大字亦改制為里，並改名為中新里。1950年桃、竹、苗分治，大溪鎮改隸屬於桃園縣。2014年12月，桃園縣升格為直轄桃園市，大溪鎮改制為大溪區。

## 交通
國道3號又稱「福爾摩沙高速公路」，是貫穿台灣西部的兩條縱向高速公路之一，大致以東北—西南走向經過中庄地區西北部凸出部分。最近的一般交流道在東北側為市道110號交會口的三峽交流道，西南側則為市道112甲線交會口的大溪交流道，由此等進入可快速前往台灣西部各地。國道3號在中庄東鄰橋子頭地區另設有鶯歌系統交流道，用來與國道2號（桃園內環線、機場支線）連結。
區道桃60線（大鶯路）是中庄至粟子園，其東北側端點位於本地區北部桃園市、新北市邊界上。由此向西南可前往缺子地區的粟子園並經省道台3線後，止於省道台4線路口。區道桃60線若由東北側端點向東北續行，可接新北市境內的區道北83線以前往橋子頭、尖山並止於市道114號。

## 水利設施
- 中庄調整池

## 學校
- 國防大學率真校區（小部分）